# Graham, Anderson, Probst & White
Graham, Anderson, Probst & White est un cabinet d'architecture de Chicago, qui a été fondé en 1912 à l'origine comme Graham, Burnham & Co. Cette entreprise est le successeur de DH Burnham & Co. par partenaire Daniel Burnham, Ernest Graham, et les fils de Burnham, Hubert Burnham et Daniel Burnham Jr. En 1917, les Burnhams ont décidé de former leur propre cabinet, appelé les Burnham Brothers. Graham et les autres, (William) Anderson Peirce, Edward Mathias Probst, et Howard Judson ont formé le cabinet actuel.

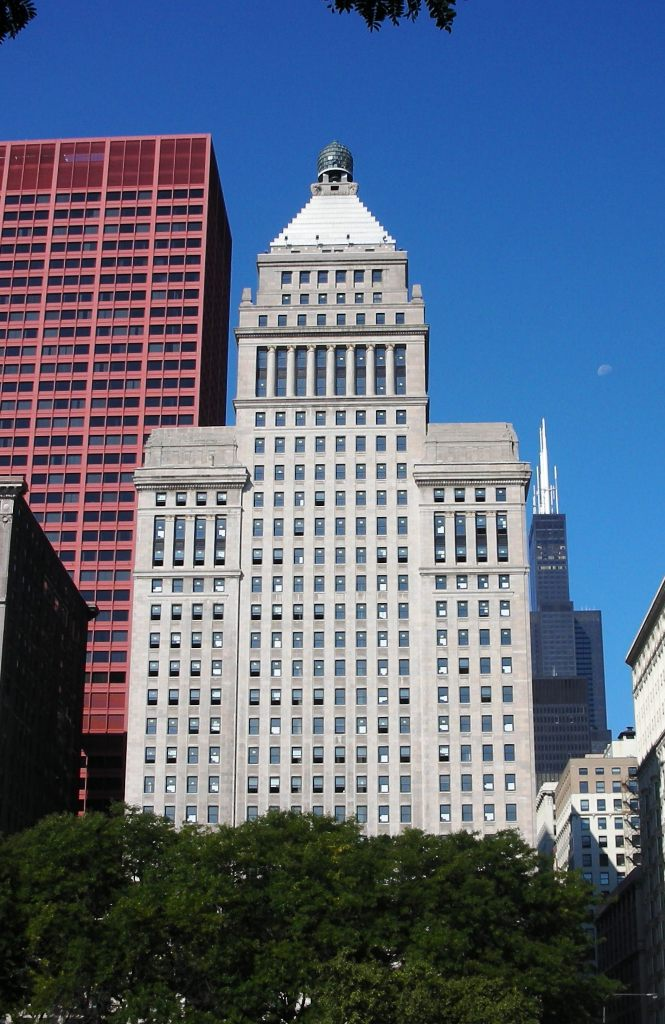
Metropolitan Tower à Chicago

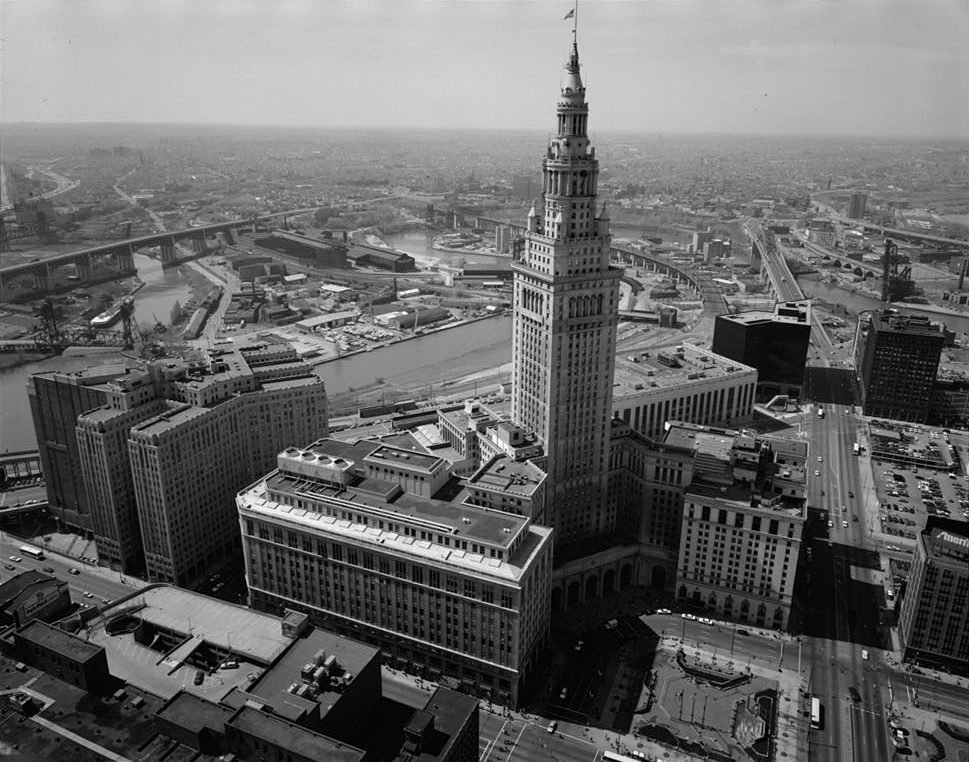
Terminal Tower à Cleveland

## Quelques édifices notables
- Equitable Building (New York), 1915
- Wrigley Building (Chicago), 1922
- Musée Field (Chicago)
- Metropolitan Tower (Chicago), 1924
- Pittsfield Building, (Chicago), 1927
- Concord City Centre, (Chicago), 1927
- Builders Building, (Chicago), 1927. Rénovation et additions en 1986 par Skidmore, Owings and Merrill
- Civic Opera House (Chicago), 1929
- Koppers Building (Pittsburgh), 1929
- Penn Center Suburban Station (Philadelphie), 1929
- Federal Reserve Bank of Kansas City (Kansas City)
- Terminal Tower (Cleveland), 1930
- 33 North LaSalle, Chicago 1930
- Merchandise Mart, Chicago, 1930
- Bryant Building (Kansas City), 1931
- First National Bank Building, Saint Paul, 1931
- LaSalle National Bank Building, Chicago, 1934
- Lake Point Tower, Chicago, 1968
- 2 East Erie, Chicago, 2002